# Орхус
О́рхус (дат. Aarhus или Århus датский: [ˈɒːˌhuˀs] (слушать)о файле) — второй по величине город Дании. Расположен на востоке полуострова Ютландия, на берегу пролива Каттегат, в Орхусском заливе, примерно в 187 км к северо-западу от Копенгагена. Административный центр коммуны Орхус. Второй по значимости порт Дании.
Население — 282 910 жителей (2021).

## Этимология
Название города происходит от расположения города в устье реки Орхус. Название образовано путем соединения двух слов ár, родительного падежа от á («река», современный датский дат. å) и oss («устье», в современном исландском это слово, пишущееся ós, до сих пор используется для обозначения «дельты реки»). В Датской поземельной книге Вальдемара (1231) город назывался Арус (Arus), а по-исландски он был известен как Арос (Aros), позже записанный как Аарс (Aars).

### Написание
Написание «Aarhus» впервые встречается в 1406 году и постепенно стало нормой к 17-му веку С реформой датского правописания 1948 года начальное «Aa» было заменено на «Å». Некоторые датские города сопротивлялись изменению, но городской совет Орхуса решил изменить написание названия В 2010 году городской совет проголосовал снова изменить название с Århus на Aarhus с 1 января 2011 года
Некоторые официальные органы, такие как Комитет датского языка, издатель датского орфографического словаря, по-прежнему сохраняют Århus в качестве основного названия, предоставляя Aarhus как второй вариант в скобках, а некоторые учреждения по-прежнему явно используют Århus в своем официальном названии, такие как местная газета Århus Stiftstidende. «Aa» также использовалось некоторыми крупными учебными заведениями в период с 1948 по 2011 год, такими как Орхусский университет или крупнейший местный спортивный клуб Aarhus Gymnastikforening (AGF), который никогда не использовал написание написание через «Å». Написание название некоторых географически связанных объектов также было обновлено, чтобы отразить название города, например, название реки Орхус теперь также пишется через Aarhus Å

## История
Впервые упоминается в 948 году. Быстро развивался в X—XIII веках как важный католический центр, затем на долгое время пришёл в упадок. В XIV веке опустошён чумой.
31 мая 1849 года во время датско-прусской войны здесь произошло сражение между немецкими войсками генерала Адольфа фон Гиршфельда с датской дивизией Рие.
Экономический подъём Орхуса начался в XIX веке, после проведения железной дороги.

### Ранний период истории
Основанный в раннюю эпоху викингов, Орхус является одним из старейших городов Дании, наряду с Рибе и Хедебю Первоначальное поселение Арос было расположено на северном берегу фьорда у устья реки Орхус, там, где сегодня находится центр города. Оно быстро стало центром морской торговли благодаря своему расположению на пересечении торговых путей в Датских проливах и плодородной сельской местности. Однако это торговое поселение было далеко не такой заметным, как Рибе и Хедебю в эпоху викингов. В 2002 году археологи обнаружили выше по реке судостроительную верфь эпохи викингов. Она была расположена в месте, ранее известном как Снеккинг, или луг Снекке по-русски («Снекке» — это разновидность баркаса), к востоку от озера Брабранд и использовалась более 400 лет, с конца 700-х примерно до середины 1200-х годов

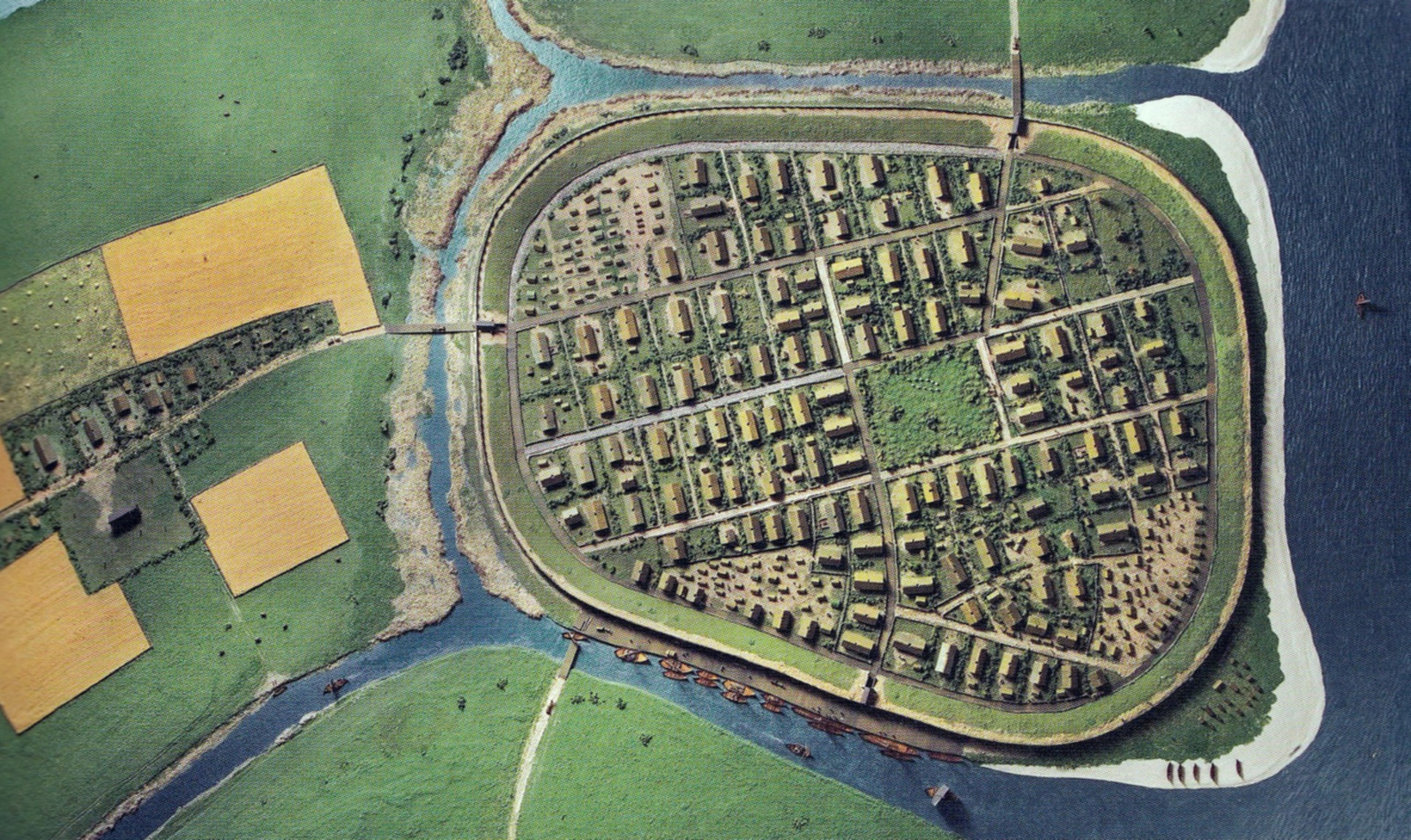
Модель укрепленного города викингов Арос (конец 900-х годов)

Археологические данные указывают на то, что Орхус был городом ещё в последней четверти 8-го века. Открытия, сделанные после археологических раскопок 2003 года, включали полузасыпанные длинные дома, очаги, стеклянные жемчужины и дорогу, датируемую концом 700-х годов. Несколько раскопок во внутреннем городе с 1960-х годов выявили колодцы, улицы, дома и мастерские, а также внутри зданий и прилегающих к археологическим объектам слоях, повседневные принадлежности, такие как расчески, были обнаружены ювелирные изделия и основные инструменты, датируемые примерно 900 годом Ранний город был укреплен оборонительными земляными валами в первой половине 900-х годов, возможно, в 934 году по приказу короля Горма Старого. Позже укрепления были улучшены и расширены его сыном Харальдом Синезубым, окружившим поселение подобно другим оборонительным сооружениям, найденным в кольцевых крепостях викингов в других местах
Центр Орхуса первоначально был местом языческого захоронения, пока на нем около 900 года не была построена первая христианская церковь Орхуса, деревянная церковь Святой Троицы. Епископство Орхуса датируется по меньшей мере 948 годом, когда Адам Бременский сообщил что епископ-миссионер Регинбранд из Ароса присутствовал на синоде Ингельхайма в Германии, но поздняя эпоха викингов во время христианизации Скандинавии была неспокойным и жестоким временем с несколькими морскими нападениями на город, такими как нападение Харальда Сурового около 1050 года, когда церковь Святой Троицы была сожжена дотла Епископская епархия была уничтожена почти на сто лет после Регинбранда в 988 году, но в 1060 году был рукоположен новый епископ Кристиан, и он основал новую церковь в Орхусе, Sankt Nicolai Domkirke (собор Святого Николая), на этот раз в камне. Он был возведен за пределами городских укреплений и был закончен в 1070 году на том месте, где сегодня стоит церковь Пресвятой Богородицы (от собора сохранился только подземный склеп)

### Средние века

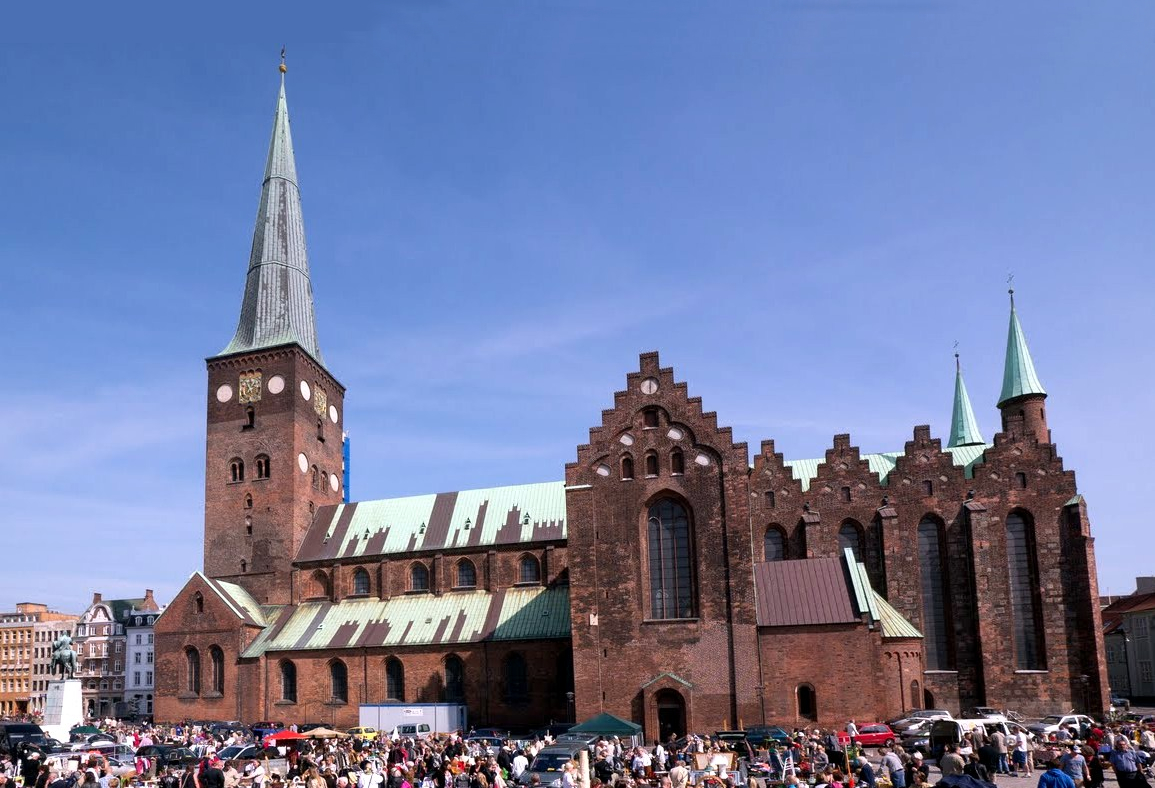
Орхусский кафедральный собор. Возведение началось в 1190 году и было завершено в 1300 году

Растущее влияние церкви в Средние века постепенно превратило Орхус с его епископством в процветающий религиозный центр. В городе и его окрестностях было построено множество общественных и религиозных зданий; в частности, Орхусский собор был заложен в конце 12 века влиятельным епископом Педером Вогнсеном, а около 1200 года в Аросе насчитывалось в общей сложности четыре церкви. 13 век также ознаменовался тщательной реорганизацией, стершей большую часть первоначальной планировки города за счет новых улиц, переездов, демонтажа и новых построек. Церковь явно одерживала верх в регионе Орхус во времена средневековья, и крупное епископство Орхуса процветало и расширяло территорию, достигая по своим размерам Виборга В 1441 году Кристофер III издал старейшую известную хартию, предоставляющую статус торгового города, хотя аналогичные привилегии, возможно, принадлежали городу ещё в 12 веке. Хартия является первым официальным признанием регионального значения города.
Коммерческий и религиозный статус стимулировал рост города, и в 1477 году оборонительные земляные валы, которые окружали город со времен викингов, были заброшены, чтобы приспособиться к расширению. Части крепостных валов все ещё существуют сегодня, и их можно увидеть в виде крутых склонов на берегу реки, и они также сохранились в названиях некоторых районов внутреннего города, включая улицы Волден (Крепостной вал) и Гравен (Ров). К началу XVI века Орхус стал одним из крупнейших городов страны. В 1657 году в крупных датских городах был введен торговый сбор октруа, из-за которого в последующие десятилетия изменились планировка и облик Орхуса. Для предотвращения контрабанды были возведены деревянные городские стены с воротами и пунктами взимания платы на главных магистралях — Меджлгаде и Студсгаде. Городские ворота направляли большую часть движения по нескольким улицам, где были построены торговые кварталы.
В 17 веке Орхус вступил в период экономического спада, поскольку подвергся блокадам и бомбардировкам во время датско-шведских войн, а торговля была ослаблена преференциями, предосталвенными государством столице. Только в середине 18-го века возобновился экономический рост, в значительной степени благодаря торговле с крупными сельскохозяйственными районами вокруг города; выгодным экспортным товаром, в частности, оказалось зерно. Первые фабрики были основаны тогда, когда промышленная революция охватила страну, а в 1810 году гавань была расширена для размещения растущей торговли

### Индустриализация

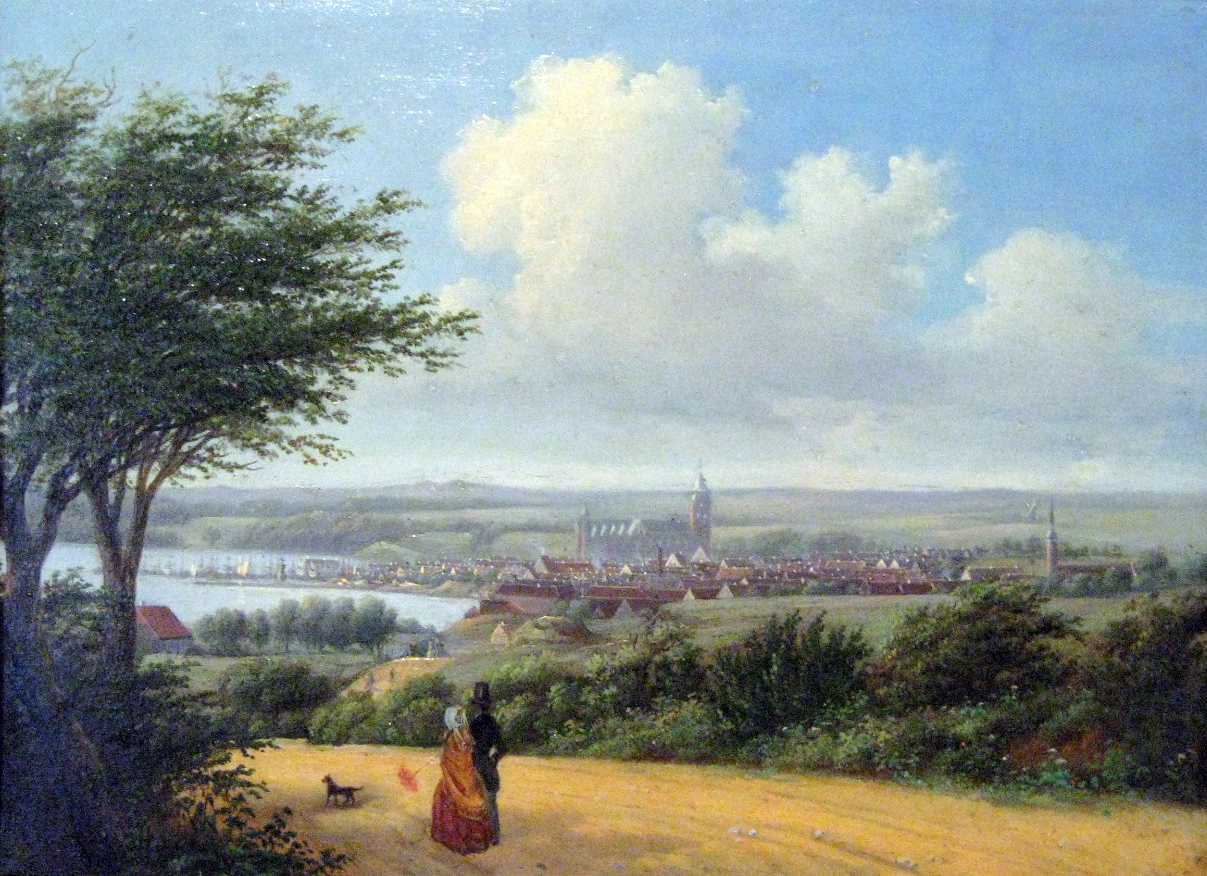
Вид Орхуса, 1850

Орхус начал процветать в 1830-х годах, когда промышленная революция достигла города, и фабрики с паровым приводом стали более производительными. В 1838 году избирательные законы были реформированы, что привело к проведению выборов на 15 мест в городском совете. Первоначальные избирательные правила были очень строгими, позволяя баллотироваться только самым богатым гражданам. На выборах 1844 года только 174 гражданина из общей численности населения, превышавшей 7000 человек, были допущены к выборам. Первый городской совет, состоявший в основном из богатых купцов и промышленников, быстро решил улучшить гавань, расположенную вдоль реки Орхус. Более крупные суда и растущие объёмы перевозок делали речную гавань все более непрактичной. В 1840 году гавань была перенесена на побережье, к северу от реки, где в течение следующих 15 лет она стала крупнейшей промышленной гаванью за пределами Копенгагена. С самого начала новая гавань контролировалась городским советом, как и по сей день

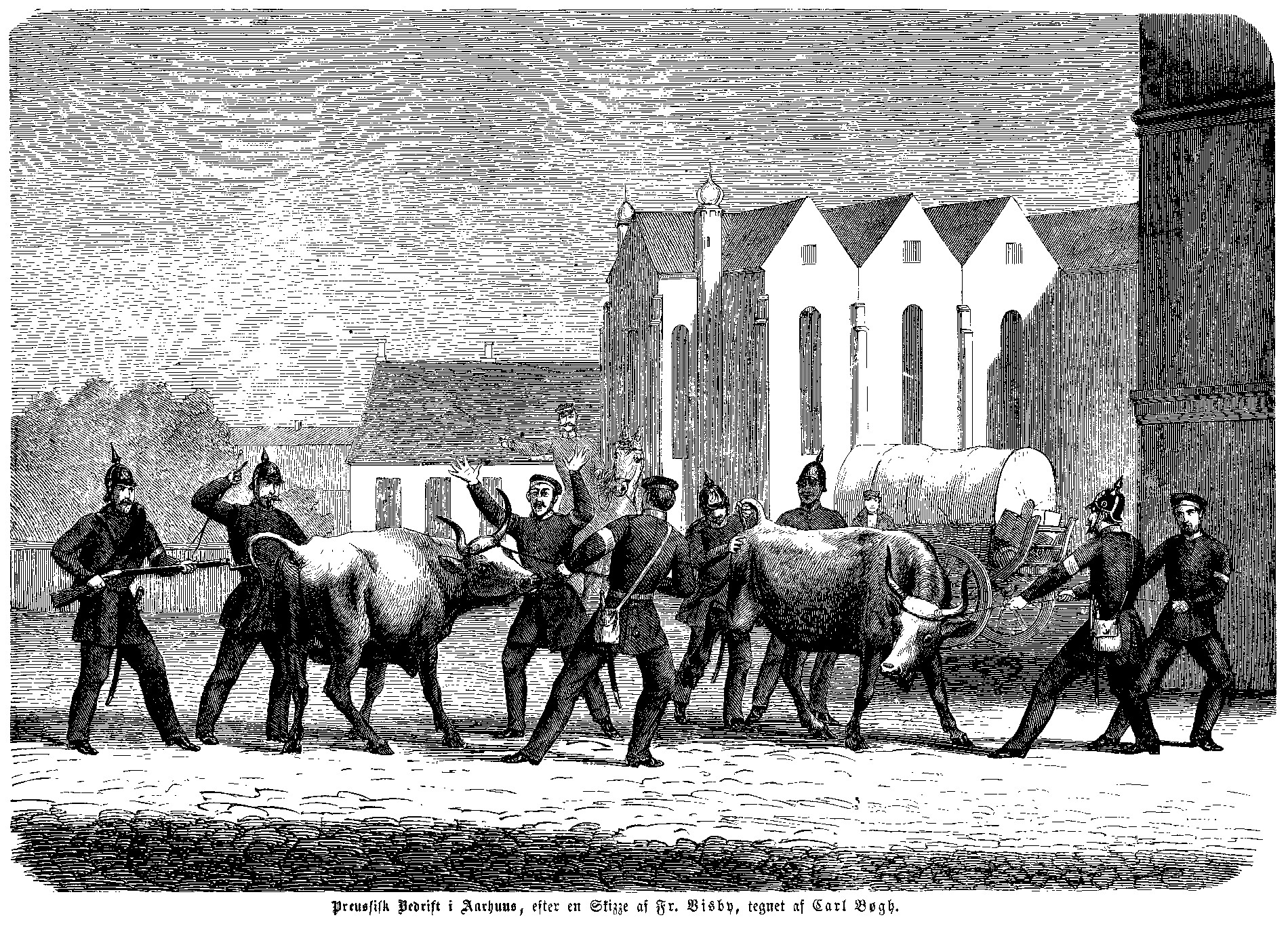
Прусские солдаты пасут скот у Орхусского собора, 1864 год

Во время Первой Шлезвигской войны Орхус был оккупирован немецкими войсками с 21 июня по 24 июля 1849 года. Город был избавлен от каких-либо боевых действий, но в Вейльбю к северу от города произошла кавалерийская стычка, известная как дат. Rytterfægtningen, которая остановила продвижение немцев через Ютландию. Война и оккупация оказали заметное влияние на город, поскольку многие улицы, особенно в округе Фредериксберг, названы в честь датских офицеров того времени. Пятнадцать лет спустя, в 1864 году, город снова был оккупирован, на этот раз на семь месяцев, во время Второй Шлезвигской войны
Несмотря на войны и оккупацию, город продолжал расширяться и развиваться. В 1851 году сбор октруа был упразднен, а городские стены снесены, чтобы облегчить доступ для торговли. Регулярное пароходное сообщение с Копенгагеном началось в 1825-26 годах, а в 1862 году между Орхусом и Раннерсом была проложена первая в Ютландии железная дорога

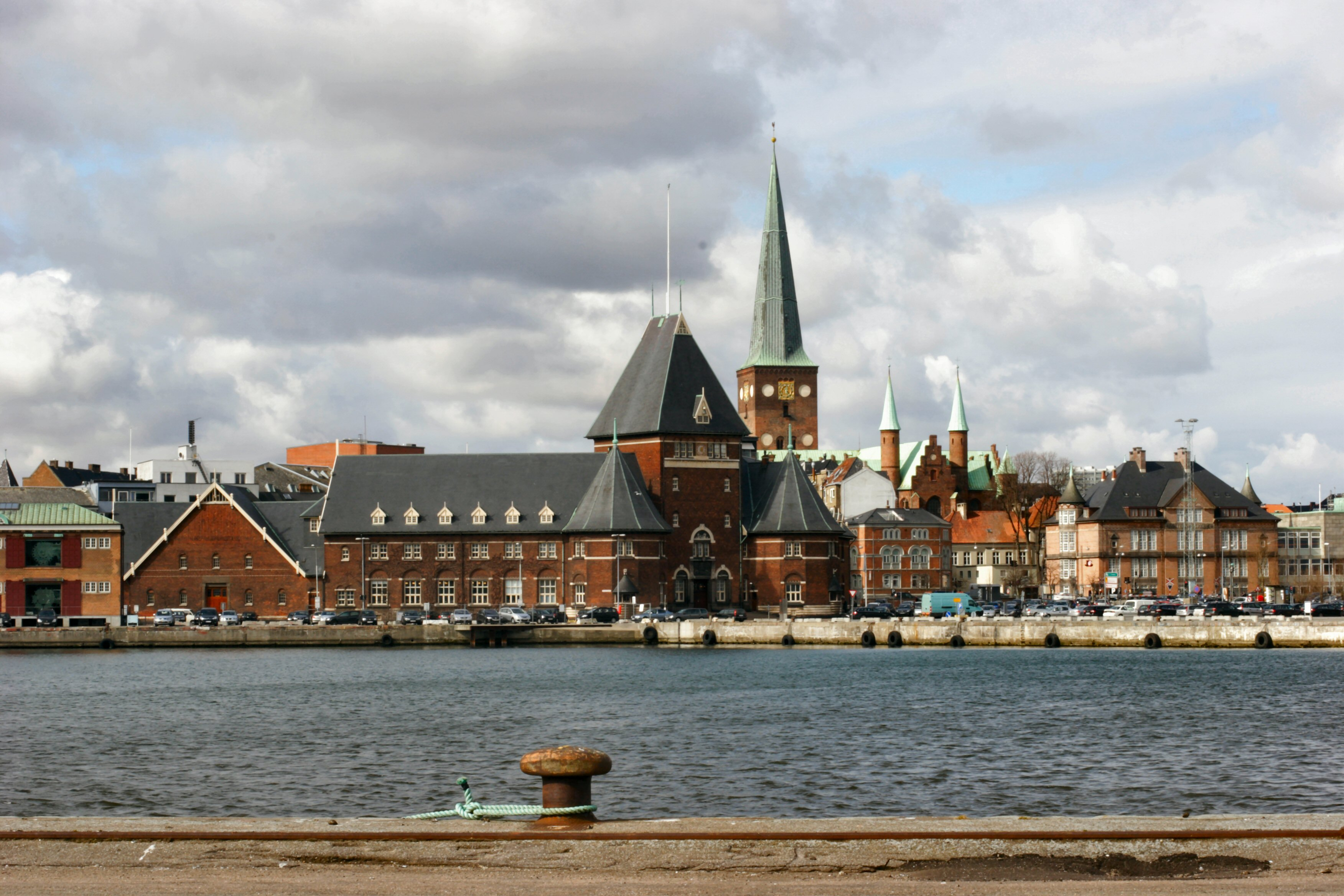
Toldkammeret (Таможня, 1898)

Во второй половине 19 века индустриализация вступила в полную силу, и возник ряд новых отраслей промышленности, связанных с производством и переработкой сельскохозяйственной продукции, особенно масла. Многие компании того времени пришли сюда, чтобы оставить неизгладимые знаковые следы в Орхусе. Пивоварня Ceres была основана в 1856 году и более 150 лет служила местной пивоварней Орхуса, постепенно превращаясь в промышленный район, известный как Ceres-grunden (lit.: земля Цереры).. В 1896 году местные фермеры и бизнесмены создали компанию Kornog Foderstof (KFK), специализирующуюся на производстве зерна и кормов. KFK открыла отделения по всей стране, в то время как её штаб-квартира осталась в Орхусе, где до сих пор стоят её большие зернохранилища. В 1874 году Отто Менстед создал датскую компанию по производству консервированного сливочного масла, сосредоточившись на экспорте сливочного масла в Англию, Китай и Африку, а позже, в 1883 году, основал Орхусскую компанию Butterine Company, первую датскую фабрику по производству маргарина.. Его компания стала важным местным работодателем, число работников на фабрике увеличилось со 100 в 1896 году до 1000 в 1931 году, приняв участие в эффективном преобразовании города из регионального торгового центра в промышленный центр. Среди других примечательных новых заводов были верфь дат. Aarhus Flydedok и маслобойня дат. Århus Oliefabrik
На рубеже веков Орхус стал крупнейшим провинциальным городом страны, и город позиционировал себя как «Столица Ютландии». Население увеличилось с 15 000 человек в 1870 году до 52 000 в 1901 году, город присоединил большие земельные участки для застройки новых жилых кварталов, таких как Трейборг, Фредериксбьерг и Марселисборг.

### Вторая мировая война

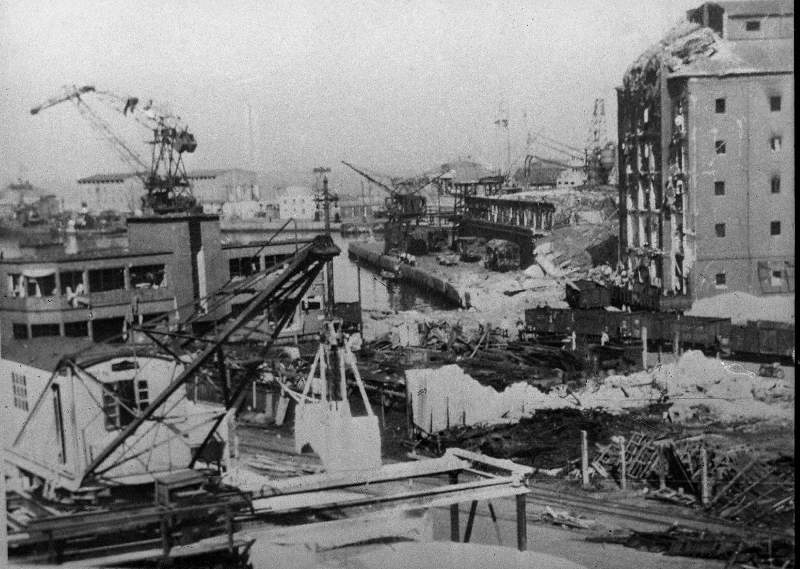
Разрушения, вызванные взрывом 4 июля 1944 года в гавани

9 апреля 1940 года нацистская Германия вторглась в Данию, оккупировав Орхус на следующий день; оккупация продолжалась пять лет. Это был разрушительный период с крупными катастрофами, человеческими жертвами и экономической депрессией. Порт Орхус стал центром поставок в страны Балтии и Норвегию, в то время как окружающая железнодорожная сеть снабжала Атлантический вал в Западной Ютландии, а грузы направлялись в Германию. В совокупности эти факторы привели к сильному немецкому присутствию, особенно в 1944-45 годах.

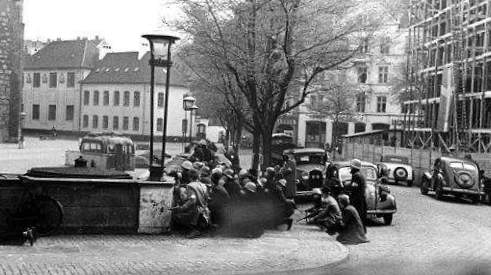
Бойцы сопротивления сражаются с немецкими солдатами, 5 мая 1945 года

Небольшие группы сопротивления впервые появились в 1941-42 годах, но первой, кто начал координировать свои действия с Советом свободы, была группа Самсинга, ответственная за большинство операций с начала 1943 года. Группа Самсинга, наряду с другими в Орхусе и его окрестностях, была ликвидирована в июне 1944 года, когда Грета «Тора» Бартрам передала свою семью и знакомых немецким властям.. В ответ контактам в Англии были направлены просьбы о помощи, и в октябре 1944 года Королевские военно-воздушные силы разбомбили штаб-квартиру гестапо, успешно уничтожив архивы и воспрепятствовав продолжающемуся расследованию
Летом 1944 года базирующаяся в Копенгагене группа сопротивления Хольгера Данске помогла создать группу «5 колонн», а агент SOE прибыл из Англии для связи с L-группами. Впоследствии операции сопротивления активизировались, чему немецкая конттрдиверсионная группа Питера противопоставила террористические операции в Шальбурге. В июле 1944 года взорвалась баржа с боеприпасами, разрушена большая часть района гавани. 5 мая 1945 года немецкие войска в Дании капитулировали, но во время переходного периода вспыхнули боевые действия, в результате которых погибло 22 человека 8 мая британские войска вошли в город

### Послевоенный период
В 1970-х и 1980-х годах город вступил в период быстрого экономического роста, и сектор услуг впервые обогнал торговлю, промышленность и ремесла в качестве ведущего сектора занятости. Рабочие постепенно начали приезжать в город из большей части восточной и центральной Ютландии по мере того, как регион становился все более взаимосвязанным. Число студентов утроилось в период с 1965 по 1977 год, превратив город в датский центр исследований и образования Растущее и сравнительно молодое население положило начало периоду творчества и оптимизма; Орхус был центром возрождения датской рок- и поп-музыки.

### Орхус в 21 веке

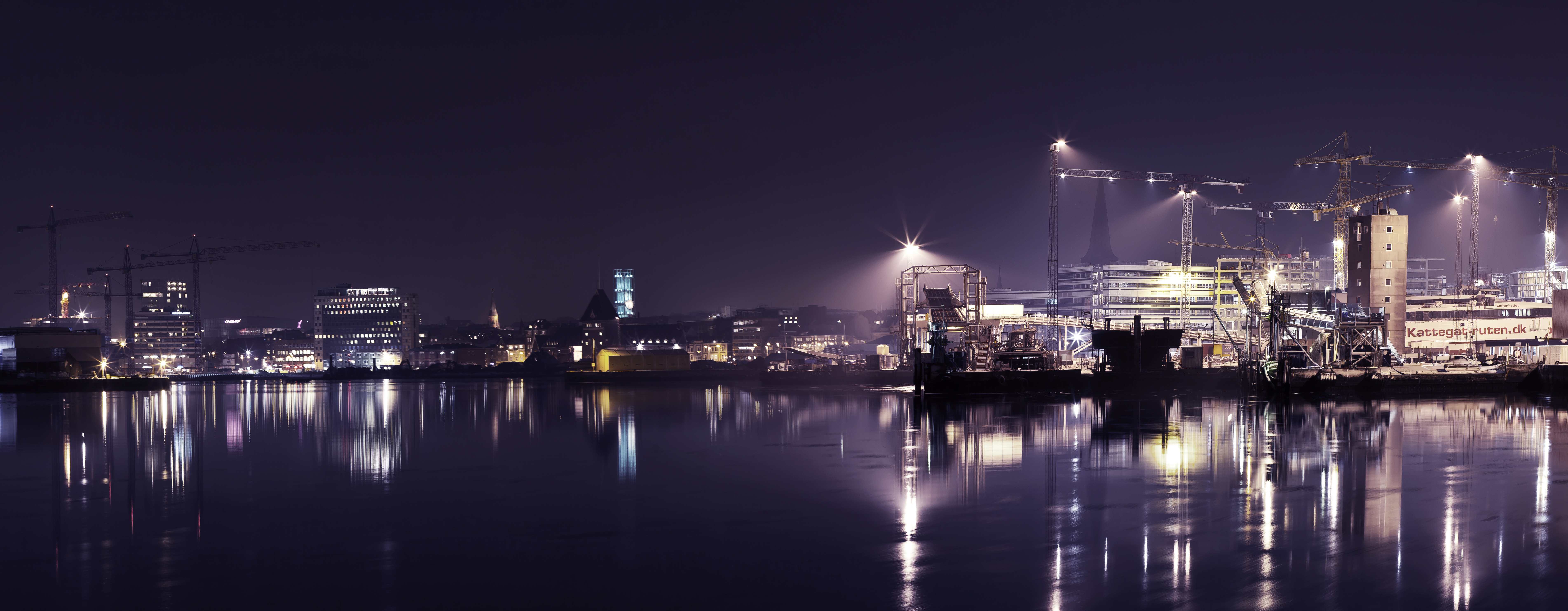
Строительство в центре Орхуса, 2013 год

На рубеже тысячелетий Орхус пережил беспрецедентный строительный бум со множеством новых учреждений, инфраструктурных проектов, городских районов и зон отдыха. Некоторые строительные проекты являются одними из крупнейших в Европе, такие как Новая университетская больница (DNU) и реконструкция набережной.
Меняется как горизонт, так и землепользование в центре города: бывшие промышленные объекты перестраиваются в новые городские районы. Начиная с 2008 года бывшие доковые районы, известные как дат. De Bynære Havnearealer (Пригородные портовые районы) и ближайшие к городскому побережью, преобразуются в новые районы смешанного использования. Это один из крупнейших портовых проектов в Европе. Северная часть проекта дат. Aarhus Ø была почти закончена по состоянию на 2018 год, в то время как южный район, получивший название дат. Sydhavnskvarteret (район Южной гавани), только начинает застраиваться. Прилегающий участок Frederiks Plads на месте бывших ремонтных мастерских DSB строится с 2014 года как новый деловой и жилой квартал.. Расположенный неподалёку главный автовокзал планируется перенести на центральный железнодорожный вокзал, а территория будет перестроена под новый жилой район. В другом месте во внутреннем городе, территория бывших пивоварен Ceres была реконструирована в 2012—2019 годах как новый район смешанного назначения, известный как дат. CeresByen.
Ускоряющийся рост с начала 2000-х годов привел к тому, что к 2014 году население городских районов достигло примерно 260 000 человек. Ожидается, что быстрый рост продолжится как минимум до 2030 года, когда муниципалитет Орхуса достигнет амбициозной цели в 375 000 жителей.

## Физико-географическая характеристика
Орхус расположен в Орхус-Бугте, обращенном к проливу Каттегат на востоке.
В месте расположения Орхуса Орхус-Бугт представляет собой естественную гавань глубиной 10 м (33 фута) вблизи берега. Орхус был основан в устье фьорда с солоноватой водой, но фьорд из-за отложения осадков на дне постепенно сузился до того, что сейчас является рекой Орхус и озером Брабранд, и больше не существует. Окрестности Орхуса когда-то были покрыты лесами, остатки которых сохранились в некоторых частях леса Марселисборг на юге и Риис-Сков на севере. Несколько озёр расположены к западу от центра города. Самой высокой природной точкой в муниципалитете Орхус является местность Елшей (Jelshøj), расположенная на высоте 128 метров над уровнем моря, в расположенном в южной части города почтовом округе Хейбьерг. На вершине холма находится курган бронзового века, окутанный местными мифами и легендами.
Холмистая местность вокруг Орхуса состоит из моренного плато последнего ледникового периода, изрезанного сложной системой туннельных долин. Наиболее заметными долинами этой сети являются Орхусская долина на юге, простирающаяся вглубь страны с востока на запад, с рекой Орхус, озером Брабранд, озером Орслев и озером Тоструп, и долина Эга на севере, с ручьями Эгаен, Эга Энгсе, болотами Гединг-Кастед Моуз и Гединг Озеро. Большая часть двух долин была осушена, но в начале 2000-х годов часть дренажа была удалена, а часть водно-болотных угодий была восстановлена по экологическим соображениям. Система долин также включает в себя ручей Люнгбигард на западе и долины к югу от города, следующие по руслам эрозии с дочетвертичного периода. Напротив, долина реки Орхус и долина реки Гибер являются долинами позднего оледенения. Прибрежные скалы вдоль Орхус-Бугта состоят из неглубокой третичной глины эпохи эоцена и олигоцена (от 57 до 24 миллионов лет назад)

### Климат
В Орхусе умеренный океанический климат (согласно классификации Кёппена: Cfb). Tемпература воздуха сильно варьируется в зависимости от сезона: мягкая весна в апреле и мае, тёплые летние месяцы с июня по август, часто дождливые и ветреные осенние месяцы в октябре и сентябре и более прохладные зимние месяцы, часто с заморозками и редким снегом, с декабря по март. Центр города испытывает те же климатические эффекты, что и другие крупные города: более высокая скорость ветра, больше тумана, меньше осадков и более высокие температуры, чем на окружающей открытой местности.
Преобладают западные ветры с Атлантики и Северного моря, что приводит к увеличению количества осадков в западной Дании. Кроме того, Ютландия достаточно возвышается в центре, чтобы поднимать воздух на более высокие и холодные высоты, что способствует увеличению количества осадков в восточной Ютландии. В совокупности эти факторы делают восточную и южную Ютландию сравнительно более влажной, чем другие части страны Средняя температура в течение года составляет 8,43 °C (47,17 °F), при этом февраль является самым холодным месяцем (0,1 °C или 32,2 °F), а август — самым теплым (15,9 °C или 60,6 °F). Температура в море может достигать 17-22 °C (63-72 °F) с июня по август, но на пляжах нередко достигает 25 °C (77 °F).
Рельеф местности влияет на микроклимат Орхуса. Низменное дно долины, в которой расположен центр Орхуса и озеро Брабранд на западе способствуют более мягкому, умеренному микроклимату долины. Песчаная почва на дне долины быстро высыхает после зимы и прогревается летом быстрее, чем окружающие холмы из удерживающей влагу глины. Эти условия влияют на посевы и растения, которые часто зацветают в долине на 1-2 недели раньше, чем на северных и южных склонах холмов.
Из-за северной широты количество часов светового дня значительно варьируется между летом и зимой. В день летнего солнцестояния солнце восходит в 04:26 и заходит в 21:58, обеспечивая 17 часов 32 минуты дневного света. В день зимнего солнцестояния оно восходит в 08:37 и заходит в 15:39, при этом световой день длится 7 часов и 2 минуты. Разница в продолжительности дней и ночей между летним и зимним солнцестояниями составляет 10 часов 30 минут
| Показатель                              | Янв. | Фев. | Март | Апр. | Май  | Июнь | Июль | Авг. | Сен. | Окт. | Нояб. | Дек. | Год  |
| --------------------------------------- | ---- | ---- | ---- | ---- | ---- | ---- | ---- | ---- | ---- | ---- | ----- | ---- | ---- |
| Средний суточный максимум, °C           | 4,4  | 4,5  | 8,3  | 12,5 | 18,7 | 20,2 | 23,4 | 23,1 | 19,0 | 12,3 | 9,7   | 6,4  | 13,5 |
| Средняя температура, °C                 | 2,0  | 1,9  | 4,6  | 8,1  | 13,8 | 16,0 | 18,5 | 18,2 | 14,8 | 9,6  | 6,7   | 3,8  | 9,8  |
| Средний суточный минимум, °C            | −0,5 | −0,7 | 0,8  | 3,7  | 8,9  | 11,8 | 13,5 | 13,3 | 10,5 | 6,9  | 3,7   | 11,  | 6,1  |
| Норма осадков, мм                       | 60   | 41   | 48   | 42   | 50   | 55   | 67   | 65   | 72   | 77   | 80    | 68   | 722  |
| Источник: https://www.dmi.dk/vejrarkiv/ |      |      |      |      |      |      |      |      |      |      |       |      |      |

## Население
| 1907   | 1961     | 2011     | 2017     | 2022     | 2023     |
| ------ | -------- | -------- | -------- | -------- | -------- |
| 51 815 | ↗118 900 | ↗310 956 | ↘269 022 | ↗285 273 | ↗290 598 |

## Экономика

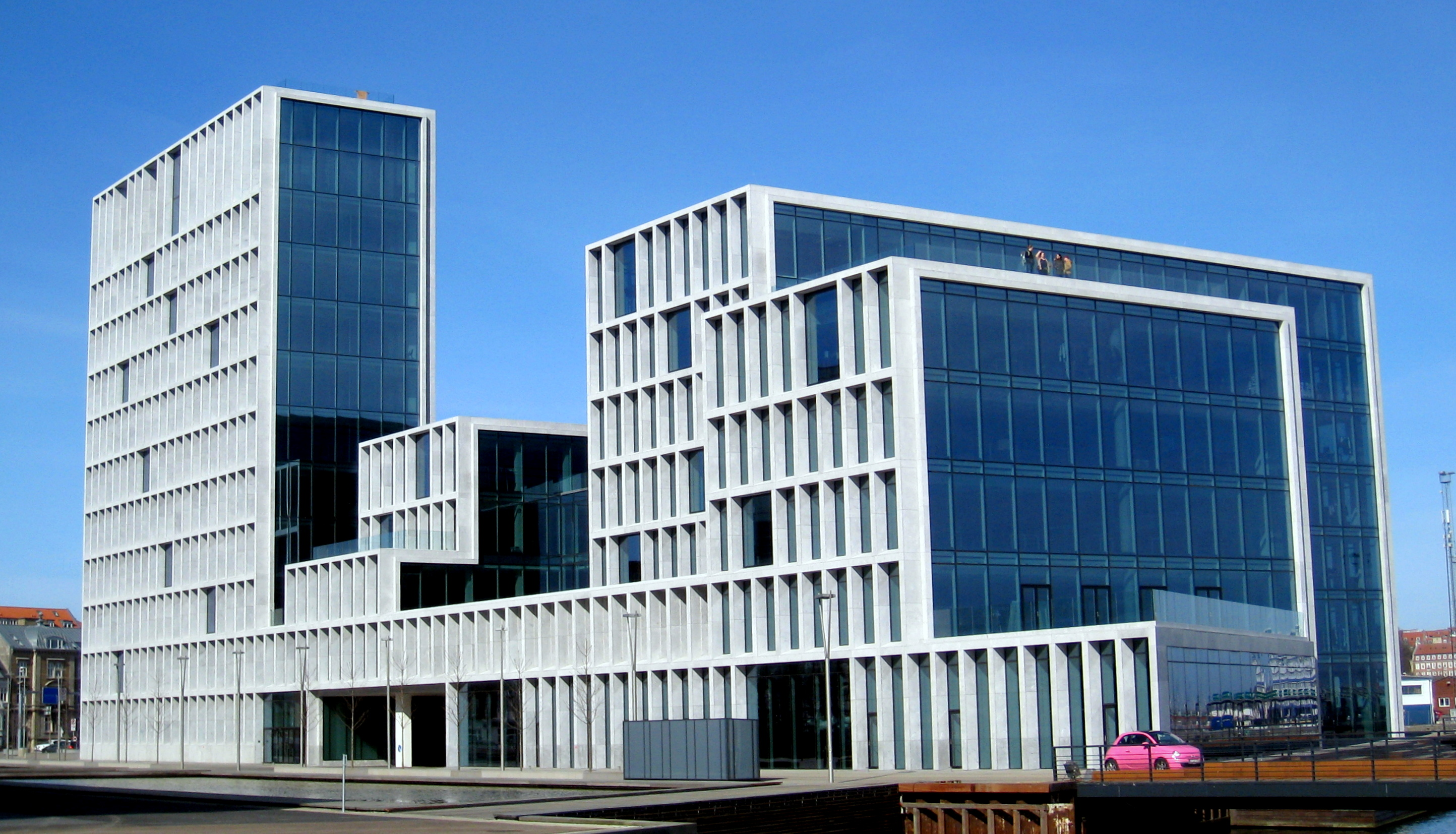
Штаб-квартира компании Bestseller

Экономика Орхуса преимущественно основана на наукоемких и прочих услугах, на неё сильно влияют Орхусский университет и крупная индустрия здравоохранения. Сектор услуг доминирует в экономике и растет по мере того, как город отходит от производства. Торговля и транспорт остаются важными секторами, благодаря крупному порту и центральному положению в железнодорожной сети. Обрабатывающая промышленность находится в медленном, но неуклонном упадке с 1960-х годов. В муниципалитете насчитывается 175 000 рабочих мест, из них около 100 000 в частном секторе, а остальные распределены между государством, регионом и муниципалитетом. Люди приезжают в Орхус из таких отдаленных мест, как Рандерз, Силькеборг и Скандерборг, почти треть тех, кто работает в муниципалитете Орхус, приезжают на работу из соседних общин. Орхус является центром розничной торговли в странах Северной Европы и Балтии, с обширными торговыми центрами, самой оживленной торговой улицей в стране и плотным городским центром со множеством специализированных магазинов.
Рынок труда основан наукоемких и прочих услугах, и крупнейшими секторами занятости являются здравоохранение и социальные услуги, торговля, образование, консалтинг, научные исследования, промышленность и телекоммуникации.. Муниципалитет имеет больше рабочих мест с высоким и средним доходом, и меньше рабочих мест с низким доходом, чем в среднем по стране. Прочные корни в Орхусе и в целом в Центральной Ютландии имеет ветроэнергетика, и на национальном уровне большая часть доходов в отрасли генерируется компаниями в районе большого Орхуса. В ветроэнергетической отрасли муниципалитета занято около тысячи человек, что делает её центральным компонентом местной экономики. В городе хорошо развита биотехнологическая промышленность, многие малые и средние компании сосредоточены преимущественно на исследованиях и разработках в этой области. В городе есть офисы нескольких крупных технологических компаний, включая Uber и Google
Штаб-квартиры нескольких крупных компаний находятся в Орхусе, в том числе четырёх из десяти крупнейших в стране. К ним относятся Arla Foods, одна из крупнейших молочных групп в Европе, Salling Group, крупнейший ретейлер Дании, Jysk, мировой ретейлер товаров для дома, Vestas, мировой производитель ветряных турбин, Terma A/S, крупный производитель оборонной и аэрокосмической продукции, Per Aarsleff, компания гражданского строительства компания и несколько крупных розничных компаний. Другие известные крупные работодатели — Krifa, Systematic A/S,) и Bestseller A/S. В начале 2000-х годов город пережил приток крупных компаний, переезжающих из других частей Ютландии

### Порт Орхуса

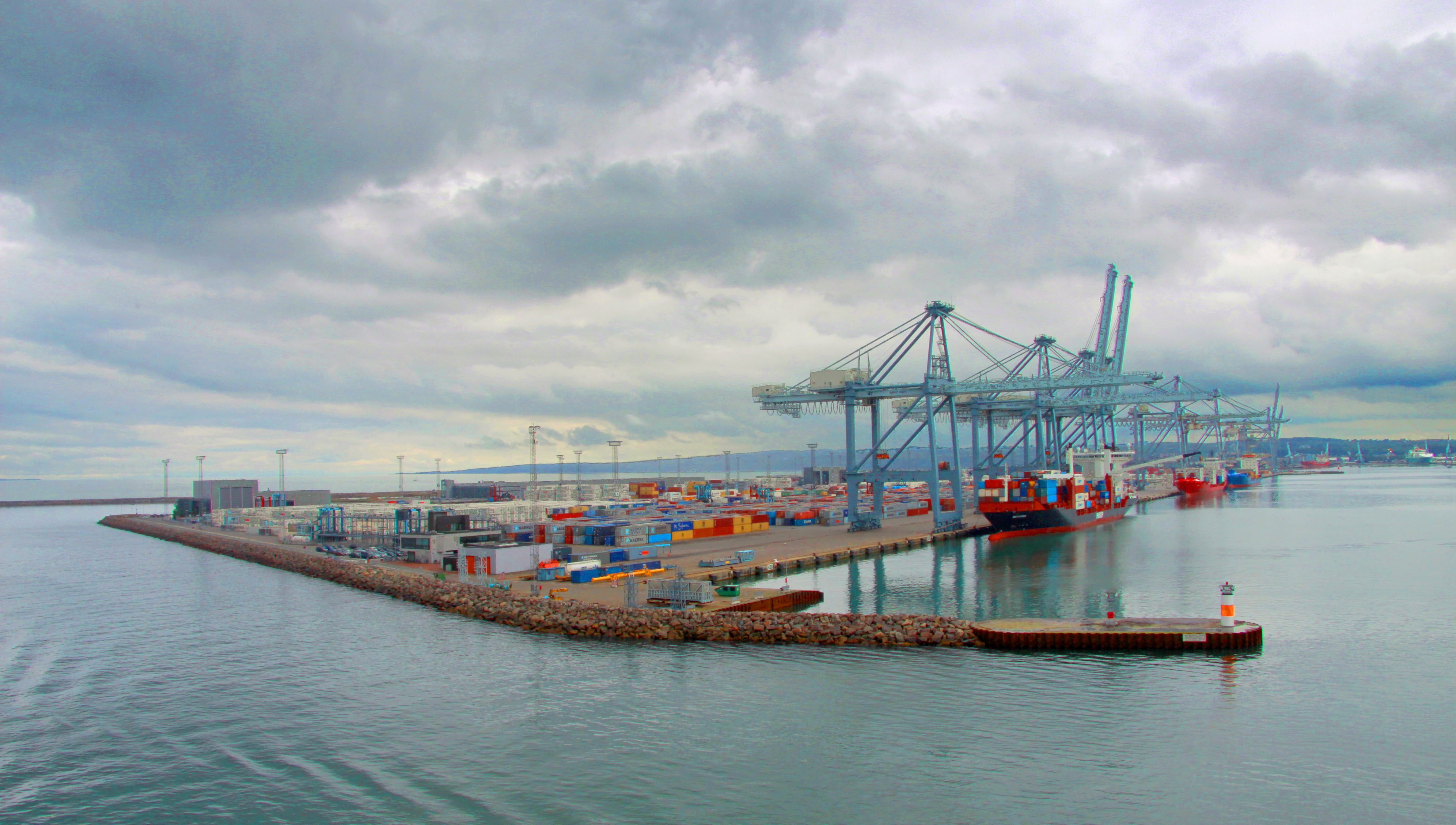
Орхусский контейнерный порт

Порт Орхус является одним из крупнейших промышленных портов Северной Европы с крупнейшим контейнерным терминалом в Дании, обрабатывающим более 50 % контейнерных перевозок Дании и принимающим крупнейшие контейнеровозы в мире. Это муниципальный самоуправляемый порт с независимыми финансами. Его объекты обрабатывают около 9,5 миллиона тонн грузов в год (2012). Зерно является основным предметом экспорта, в то время как корма, камень, цемент и уголь входят в число основных импортных товаров. С 2012 года порт столкнулся с растущей конкуренцией со стороны порта Гамбурга, и объёмы перевозок несколько снизились по сравнению с пиком 2008 года.
Паромный терминал представляет собой единственную альтернативу мосту Большой Бельт для пассажирских перевозок между Ютландией и Зеландией. Он обслуживал различные паромные компании с тех пор, как в 1830 году открылся первый пароходный маршрут в Копенгаген. В настоящее время этим маршрутом управляет компания Mols-Linien, которая ежегодно перевозит около двух миллионов пассажиров и миллион транспортных средств. Дополнительные грузовые паромы ролкеры обслуживают Финляндию и Калуннборг еженедельно, а небольшие отдаленные датские порты — с нерегулярными интервалами. С начала 2000-х годов порт все чаще становится местом назначения для круизных линий, работающих в Балтийском море

## Образование

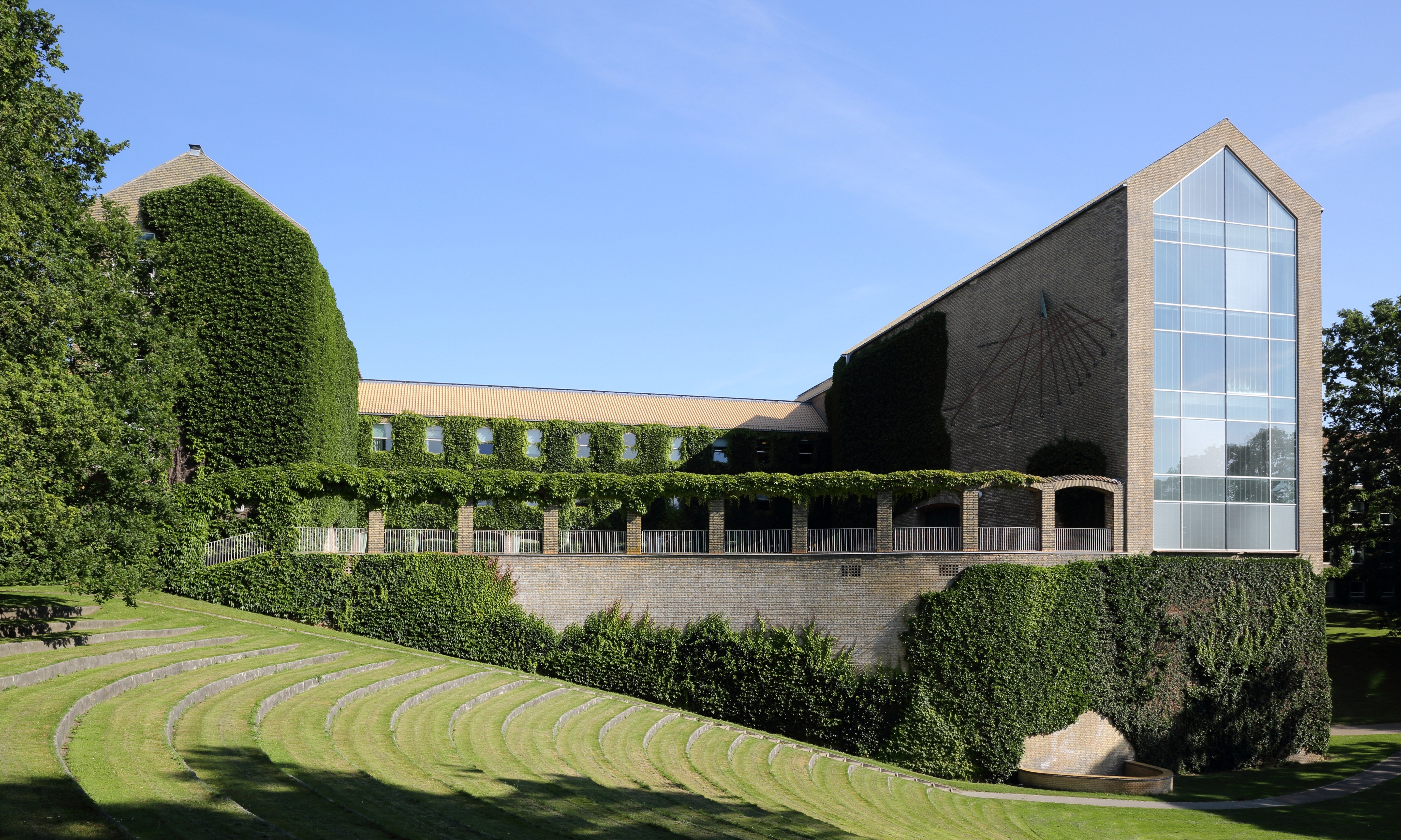
Орхусский университет

Орхус является главным центром образования в регионе Ютландия. Он привлекает студентов с большой территории, особенно из западной и южной частей полуострова. Относительно большой приток молодежи и студентов создает естественную базу для культурных мероприятий. В Орхусе самая большая концентрация студентов в Дании, целых 12 % граждан посещают краткосрочные, средне- или длительные курсы обучения. В дополнение примерно к 25 высшим учебным заведениям появилось несколько исследовательских форумов, призванных помочь в передаче опыта от образования к бизнесу.
С 2012 года Орхусский университет является крупнейшим университетом Дании по количеству обучающихся студентов. Он входит в число 100 лучших университетов мира согласно нескольким наиболее влиятельным и уважаемым рейтингам. В университете обучается около 41 500 студентов бакалавриата и магистратуры, а также около 1500 аспирантов. В нём можно получить высшее академическое образование во многих областях: от традиционных сфер естественных наук, гуманитарных наук и теологии до более профессиональных академических областей, таких как инженерия и стоматология.
Орхусская техническая школа — один из крупнейших технических колледжей Дании, преподающий программы бакалавриата на английском языке, включая профессиональное образование и переподготовку (VET), непрерывное профессиональное обучение (CVT) и развитие человеческих ресурсов. Академия бизнеса Орхуса является одной из крупнейших бизнес-академий в Дании и предлагает программы бакалавриата и некоторые академические курсы, ученые степени в области информационных технологий, бизнеса и техники. Технические аспекты академического уровня рассматриваются в сотрудничестве с Орхусской технической школой, Орхусской школой морского и инженерно-технического образования и Орхусским образовательным центром сельского хозяйства. Датская школа медиа и журналистики (DMJX) является старейшим и крупнейшим из колледжей, предлагающим курсы журналистики с 1946 года, в ней обучается около 1700 студентов. по состоянию на 2014 год. DMJX является независимым учебным заведением с 1974 года, проводящим исследования и преподавание на уровне бакалавриата, а в 2004 году в сотрудничестве с Орхусским университетом были созданы магистерские курсы по журналистике. Последние предлагаются через Центр университетских исследований в области журналистики, выдающий ученые степени через университет.
Королевская академия музыки в Орхусе (Det Jyske Musikkonservatorium) — консерватория, созданная под эгидой Министерства культуры Дании в 1927 году. В 2010 году она была административно объединена с Королевской академией музыки в Ольборге, которая была основана в 1930 году. Под патронажем Его Королевского высочества наследного принца Фредерика она предлагает обучение на уровне магистратуры в таких областях, как преподавание музыки, сольное и профессиональное музыкальное мастерство. Университетский колледж VIA был основан в январе 2008 года и является одной из восьми новых региональных организаций, предлагающих курсы бакалавриата всех видов по всему Центральному региону Дании. Она предлагает более 50 высших учебных заведений, преподавание в которых ведется на датском или иногда на английском языках, а также профессиональное образование и участвует в различных исследовательских и опытно-конструкторских проектах. Орхусская школа архитектуры (Arkitektskolen Aarhus) была основана в 1965 году. Наряду с Датской королевской академией изящных искусств в Копенгагене, она отвечает за образование архитекторов в Дании. В ней обучается около 900 студентов на пяти основных факультетах: архитектура и эстетика, городское хозяйство и ландшафт, архитектурное наследие, дизайн и архитектурно-конструкторское бюро.

## Транспорт

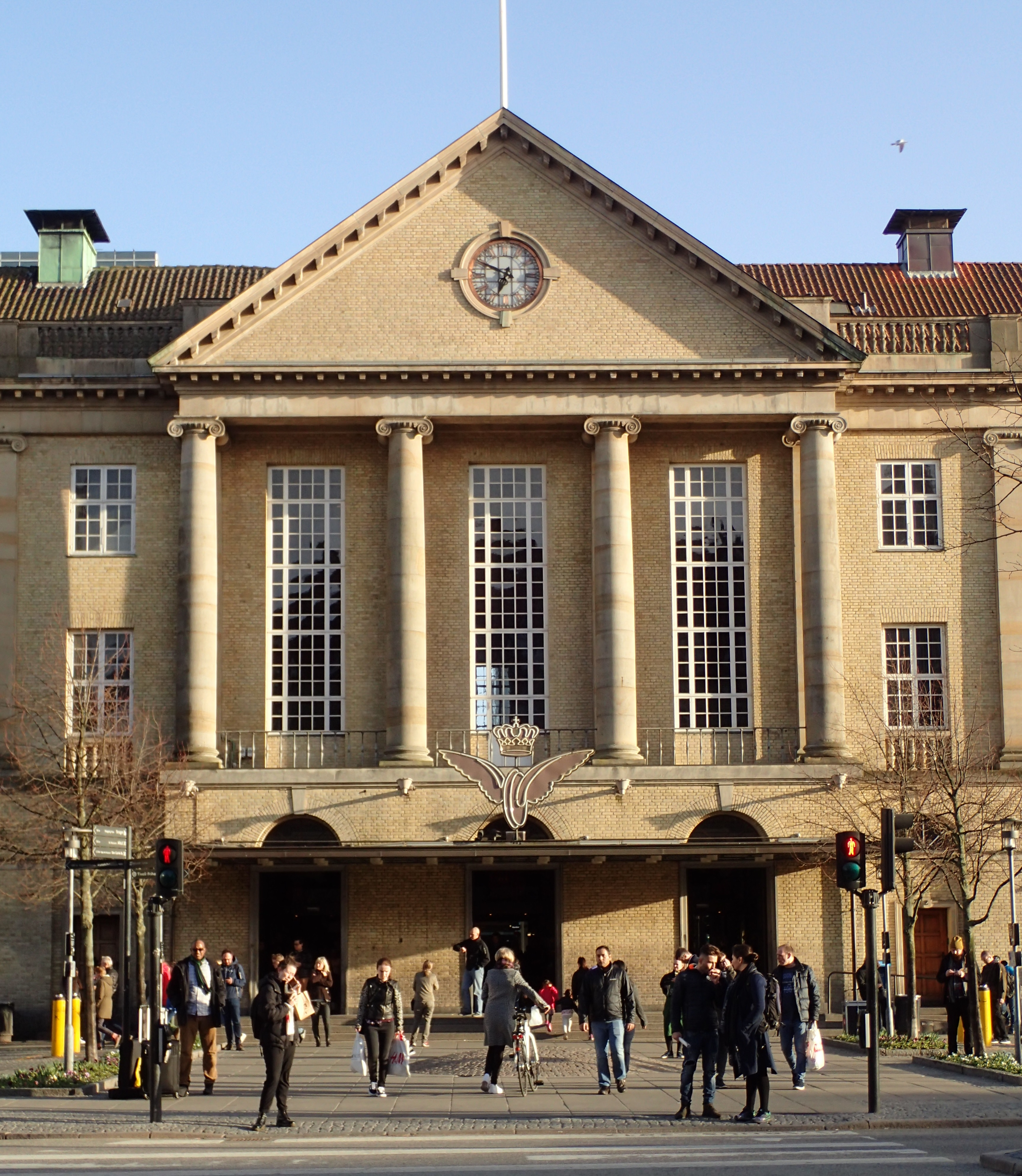
Центральный вокзал Орхуса

В Орхусе есть две кольцевые дороги; Кольцо 1, примерно опоясывающее центральный район Орхус С, и периферийное кольцо 2. Шесть основных междугородних автомагистралей расходятся от центра города, соединяясь с близлежащими городами Грено, Раннерсом, Виборгом, Силькеборгом, Сканнерборгом и Оддером.
В центре города движение автотранспорта строго регулируется, большие участки являются пешеходными, а в 2000-х годах была внедрена система дорог, предназначенных в первую очередь для велосипедистов, соединяющая пригородные районы.
Главным железнодорожным вокзалом Орхуса является Центральный вокзал Орхуса, расположенный в центре города. Железные дороги Дании (DSB) имеют рейсы в пункты назначения по всей Дании, а также во Фленсбург и Гамбург в Германии.

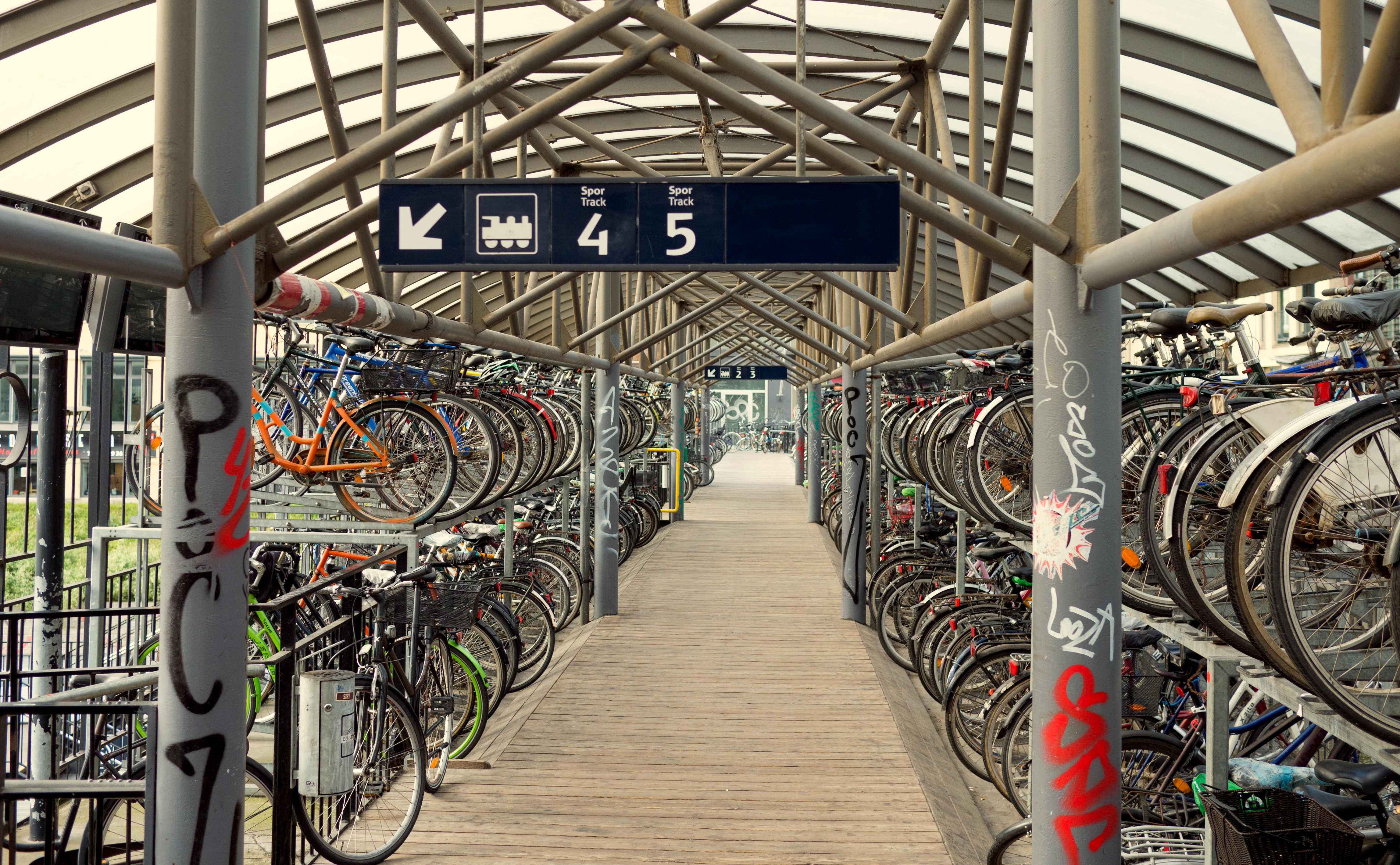
Как и в Дании в целом, велосипеды являются популярным средством передвижения. Велопарковка на центральном вокзале

Орхус Летбейн — это местная система легкорельсового транспорта (метротрама), открытая в декабре 2017 года. Она соединила центральный вокзал и центр города с университетской больницей в Скейби, а также заменила местное железнодорожное сообщение с Грено и Оддером в конце 2018 года. Это первая система электрического легкорельсового транспорта в Дании, и в ближайшие годы планируется открыть ещё несколько маршрутов. Билеты на метротрам также можно приобрести на местных желтых автобусных линиях.
Большинство городских автобусных линий проходят через центр города и проходят либо через Парк Алле, либо через Банегордспладсен, либо через оба сразу у центрального вокзала. Региональные и междугородние автобусы заканчиваются на автовокзале Орхуса, к востоку от центрального вокзала. Региональные и междугородние автобусы заканчиваются на автовокзале Орхуса, к востоку от центрального вокзала.

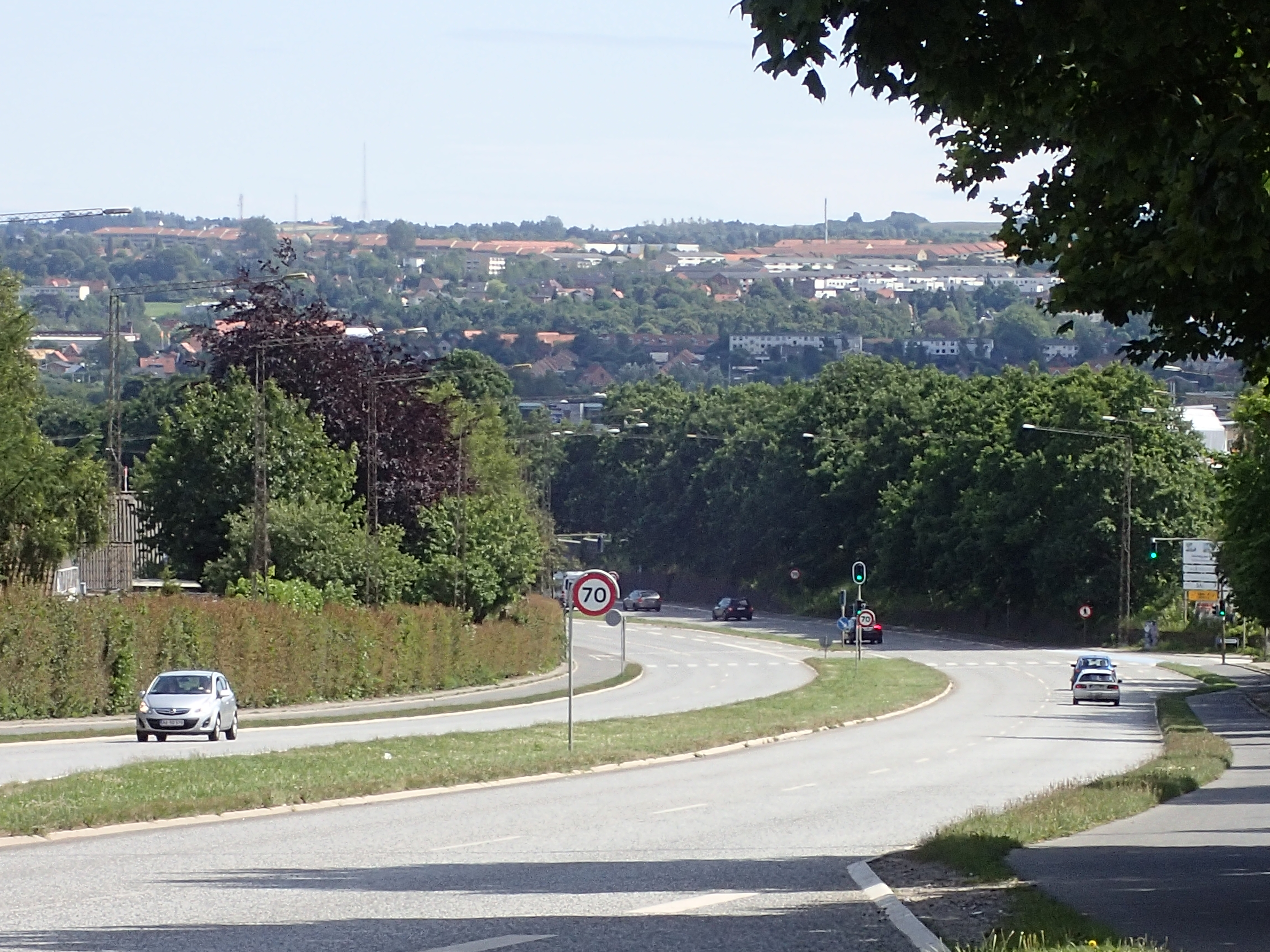
В Орхусе есть две кольцевые дороги, огибающие центральные районы

Паромы, управляемые датской паромной компанией Mols-Linien, перевозят пассажиров и автотранспорт между Орхусом и Сьелландс-Одде в Зеландии.
Аэропорт Орхус расположен на острове Юрсланд, в 40 км (25 миль) к северо-востоку от Орхуса, недалеко от Тирструпа, и обеспечивает связь как с Копенгагеном, так и с международными пунктами назначения. Более крупный аэропорт Биллунн расположен в 95 км (59 миль) к юго-западу от Орхуса. Было много дискуссий о строительстве нового аэропорта поближе к городу говорили много лет, но до сих пор никакие планы не были реализованы.. В августе 2014 года, городской совет официально инициировал процесс подтверждения жизнеспособности нового международного аэропорта. Небольшой гидросамолет теперь выполняет четыре рейса ежедневно между портом Орхус и портом Копенгаген
В Орхусе действует система бесплатного обмена велосипедами Aarhus Bycykler (городские велосипеды Орхуса). Велосипеды доступны с 1 апреля по 30 октября в 57 киосках по всему городу, и их можно получить, опустив монету в 20 датских крон в прорезь для выдачи. Монету можно получить, когда велосипед будет возвращен на случайном стенде. Велосипеды также можно взять напрокат во многих магазинах.

## Культура
Орхус является домом для многих ежегодных культурных мероприятий и фестивалей, музеев, театров и спортивных мероприятий как национального, так и международного значения и представляет собой одни из крупнейших культурных достопримечательностей Дании. Существует давняя традиция музыки всех жанров, и многие датские группы появились в Орхусе. Библиотеки, культурные центры и образовательные учреждения предоставляют гражданам бесплатные или несложные возможности для участия в культурных мероприятиях и постановках всех видов, вовлеченности в них или творческого подхода к ним/
С 1938 года Орхус позиционирует себя как дат. Smilets by (Город улыбок), что стало как неофициальным прозвищем, так и официальным слоганом. В 2011 году городской совет решил изменить слоган на «Орхус. Датчане за прогресс», но он был непопулярен и заброшен всего через несколько лет. Другие лозунги, которые иногда использовались, — этодат. Byen ved havet (Город у моря), дат. Mellem bugt og bøgeskov (Между заливом и бичвудом) и дат. Verdens mindste storby (самый маленький большой город в мире). Орхус фигурирует в таких популярных песнях, как дат. Hjem til Aarhus группы дат. På Slaget 12, дат. Lav sol over Aarhus группы Gnags, дат. 8000 Aarhus C Флемминга Йоргенсена, дат. Pigen ud af Aarhus Тины Дикоу и дат. Slingrer ned ad Vestergade группы Gnags. В 1919 году песня дат. Sangen til Aarhus («Песня Орхусу») на какое-то время стала популярным хитом, но старейшим и, возможно, самым известным «национальным гимном» города является классический дат. Aarhus Tappenstreg 1872 года Карла Кристиана Мёллера, который иногда исполняется на официальных мероприятиях или выступлениях.

### Музеи

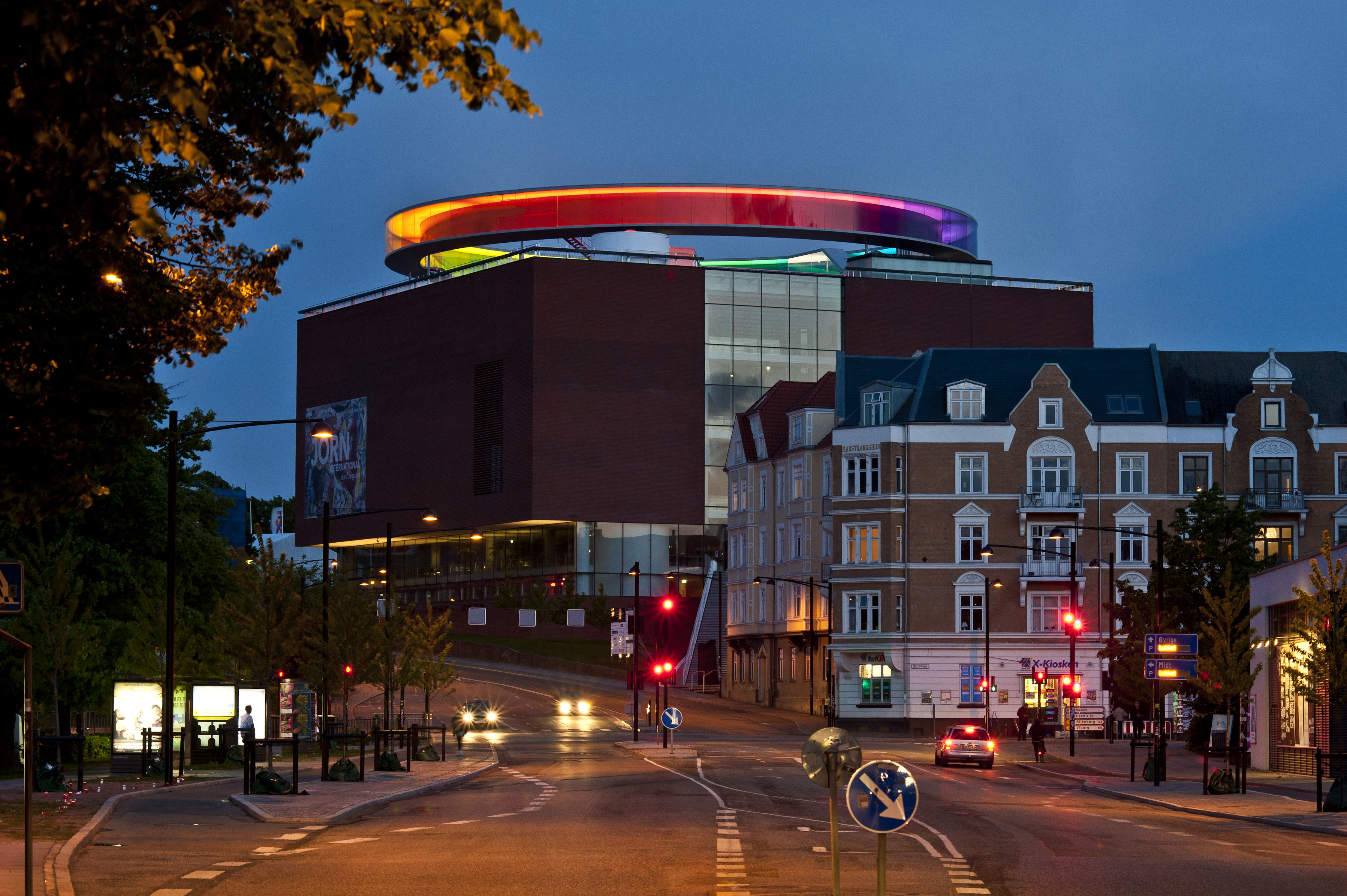
Орхусский художественный музей ARoS

В Орхусе есть несколько музеев, в том числе два крупнейших в стране, если судить по количеству платящих посетителей, — дат. Den Gamle By и ARoS Aarhus Kunstmuseum. дат. Den Gamle By (Старый город), официально дат. Danmarks Købstadmuseum (датский городской музей рынка), представляет датские городские пейзажи с 16-го века по 1970-е годы с отдельными районами, ориентированными на разные периоды времени. 75 исторических зданий, собранных из разных уголков страны, были привезены сюда, чтобы создать самостоятельный небольшой городок.

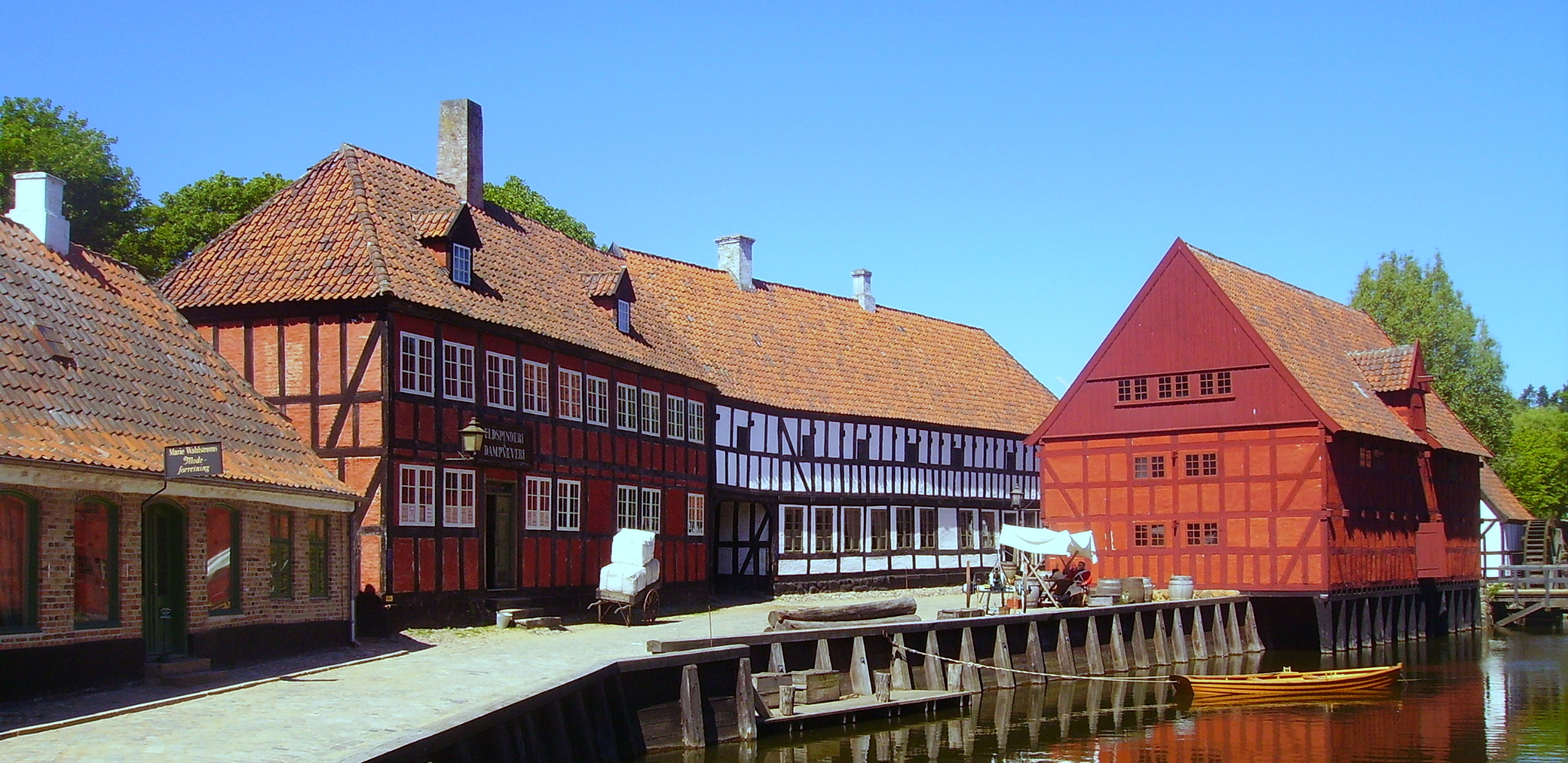
Музей старого города

Орхусский художественный музей ARoS, главный художественный музей города, является одним из крупнейших художественных музеев Скандинавии с коллекцией, охватывающей датское искусство с 18 века по наши дни, а также картины, инсталляции и скульптуры, представляющие международные художественные течения и художников со всего мира. Культовая стеклянная конструкция на крыше, Your Rainbow Panorama, была спроектирована Олафуром Элиассоном и представляет собой набережную, откуда открывается красочная панорама города.
Музей дат. Moesgaard специализируется на археологии и этнографии в сотрудничестве с Орхусским университетом и представляет экспонаты, посвященные древней истории Дании. дат. Kvindemuseet, женский музей, с 1984 года содержит коллекции о жизни и творчестве женщин в истории культуры Дании Музей оккупации (Besættelsesmuseum) представляет экспонаты, иллюстрирующие немецкую оккупацию города во время Второй мировой войны. Университетский парк на территории кампуса Орхусского университета включает Музей естественной истории с 5000 видами животных, многие в их естественной среде обитания. Музей дат. Steno — это музей истории науки и медицины с планетарием. В Кунстхал Орхус (Aarhus Art Hall) проводятся выставки современного искусства, включая живопись, скульптуру, фотография, перформанс-арт, кино и видео. Строго говоря, это не музей, а центр искусств, один из старейших в Европе, построенный и основанный в 1917 году.

### Исполнительские искусства

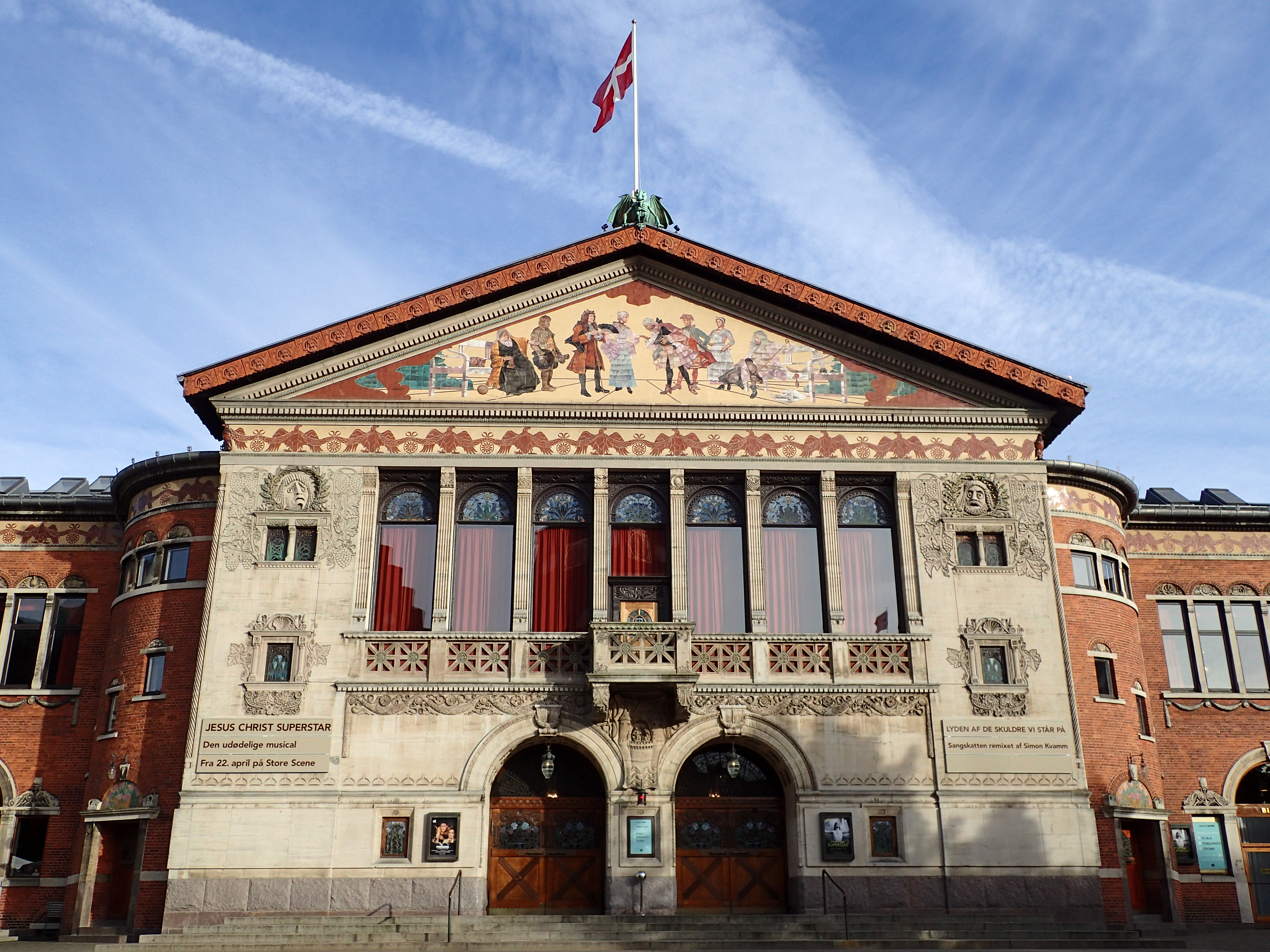
Орхусский театр

Город обладает сильными музыкальными традициями, как классическими, так и альтернативными, андеграундными и популярными и такими образовательными и исполнительскими учреждениями, как концертные залы Musikhuset, опера Den Jyske O, Орхусский симфонический оркестр (Aarhus Symphony Orchestra) и Det Jyske Musikkonservatorium (Королевская академия музыки, Орхус/Ольборг). Musikhuset — крупнейший концертный зал в Скандинавии, вмещающий более 3600 человек. Другие крупные музыкальные заведения включают Воксхолл, перестроенный в 1999 году, и связанное с ним заведение Atlas, ночной клуб Train на набережной Харборфронт, а также Годсбанен, бывшую железнодорожную грузовую станцию.
В Орхусе есть разнообразные театральные площадки, работающие в самых разных жанрах, от анимационного театра и детского театра до классического театра и театра импровизации. Орхусский театр — старейшая и крупнейшая площадка, где в основном проводятся профессиональные представления классической актёрской игры. нем. Svalegangen, второй по величине театр, более экспериментален в своих постановках, а другие известные группы и площадки включают EntréScenen, Katapult, Gruppe 38, Хельсингерский театр, Театр детей и подростков и театр Рефлексии, а также танцевальные площадки, такие как Bora Bora. В городе раз в два года проводится международный театральный фестиваль International Living Theatre
С 2010 года центр музыкального продюсирования PROMUS (Productionscentret для Rytmisk Musik) поддерживает рок-музыку в городе наряду с финансируемой государством ROSA (Dansk Rock Samråd), которая продвигает датскую рок-музыку в целом
Орхус известен своей музыкальной историей. Подпитываемые относительно молодым населением, в 1950-х годах возникли джаз-клубы, которые стали местом гастролей многих культовых американских джазовых музыкантов. К 1960-м годам музыкальная сцена разнообразилась на рок и другие жанры, а в 1970-х и 1980-х годах Орхус стал центром рок-музыки, способствуя появлению таких культовых групп, как Kliché, TV-2 и Gnags, и таких артистов, как Томас Хельмиг и Энн Линнет. Известные группы с 1970-х годов включают Under Byen, Michael Learns to Rock, Nephew, Carpark North, Spleen United, VETO, Hatesphere и Illdisposed, а также отдельных исполнителей, таких как Медина и Тина Дико.

## Здравоохранение

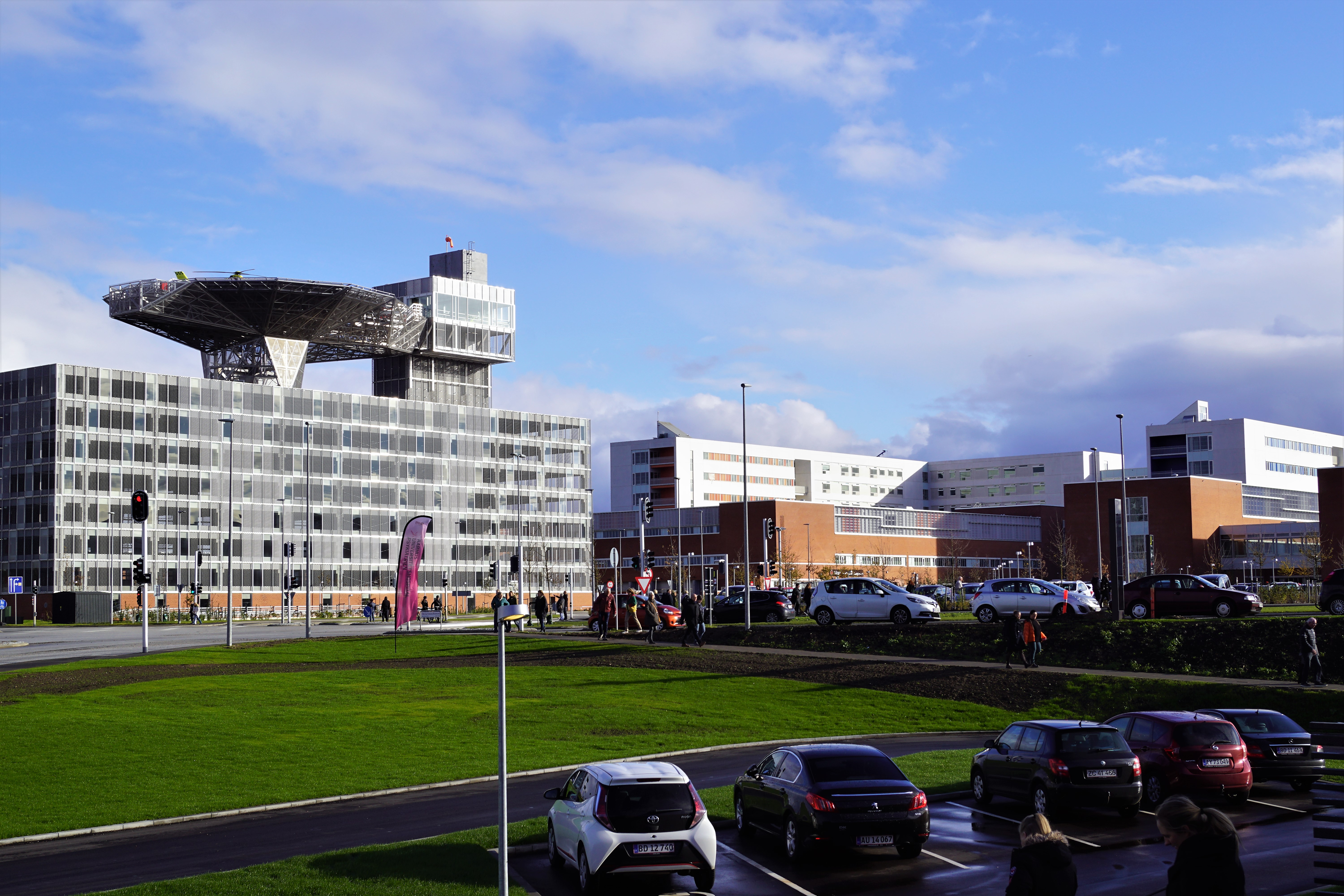
Орхусская университетская больница

В Орхусе находится Университетская больница, одна из шести датских «супербольниц», официально созданных в 2007 году, когда была проведена реформа датской системы здравоохранения Университетская больница была основана в результате серии слияний в 2000-х годах между местными больницами Скейби Сигехус, муниципальной больницей, окружной больницей, больницей Марселисборг и психиатрической клиникой Риссков. Сегодня это крупнейшая больница в Дании с общим штатом около 10 000 человек и 1150 койко-мест для пациентов и с 2008 года последовательно признается лучшей больницей Дании. В 2012 году началось строительство нового большого здания больницы, известного как Новая университетская больница. Новая больница разделена на четыре клинических центра, сервисный центр и одно административное подразделение, а также двенадцать исследовательских центров.
В Орхусе также работают частные больницы, специализирующиеся в различных областях — от пластической хирургии до лечения бесплодия. Частная больница дат. Ciconia Aarhus, основанная в 1984 году, является ведущей датской клиникой по лечению бесплодия и первой в своем роде в Дании. Компания Ciconia обеспечила рождение 6000 детей путем искусственного оплодотворения и постоянно проводит исследования в области фертильности. Больница дат. Aagaard Clinic, основанная в 2004 году, является ещё одной частной клиникой по лечению бесплодия и гинекологии.

## Достопримечательности
Важнейшие достопримечательности — в Старом городе: кафедральный готический собор XIII—XV веков (крупнейшая церковь страны), церковь Фрукирхе (XI—XV века), старая ратуша (1857). Примечательны новая ратуша (1938—1942, арх. Арне Якобсен), комплекс зданий университета. В музее «Старый город» собрано более 50 домов из разных городов Дании XVI—XVII веков постройки. В художественном музее — датская живопись XIX—XX веков. Музей предыстории содержит ряд уникальных доисторических артефактов. Имеются также музеи естествознания, истории науки и медицины, пожаров и защиты от них, Женский музей, музей города Орхуса, музей викингов, обсерватория и др. достопримечательности. В центре города расположены несколько живописных фонтанов (известнейший из них — «Фонтан свиней» перед ратушей, построенный в 1941 году).

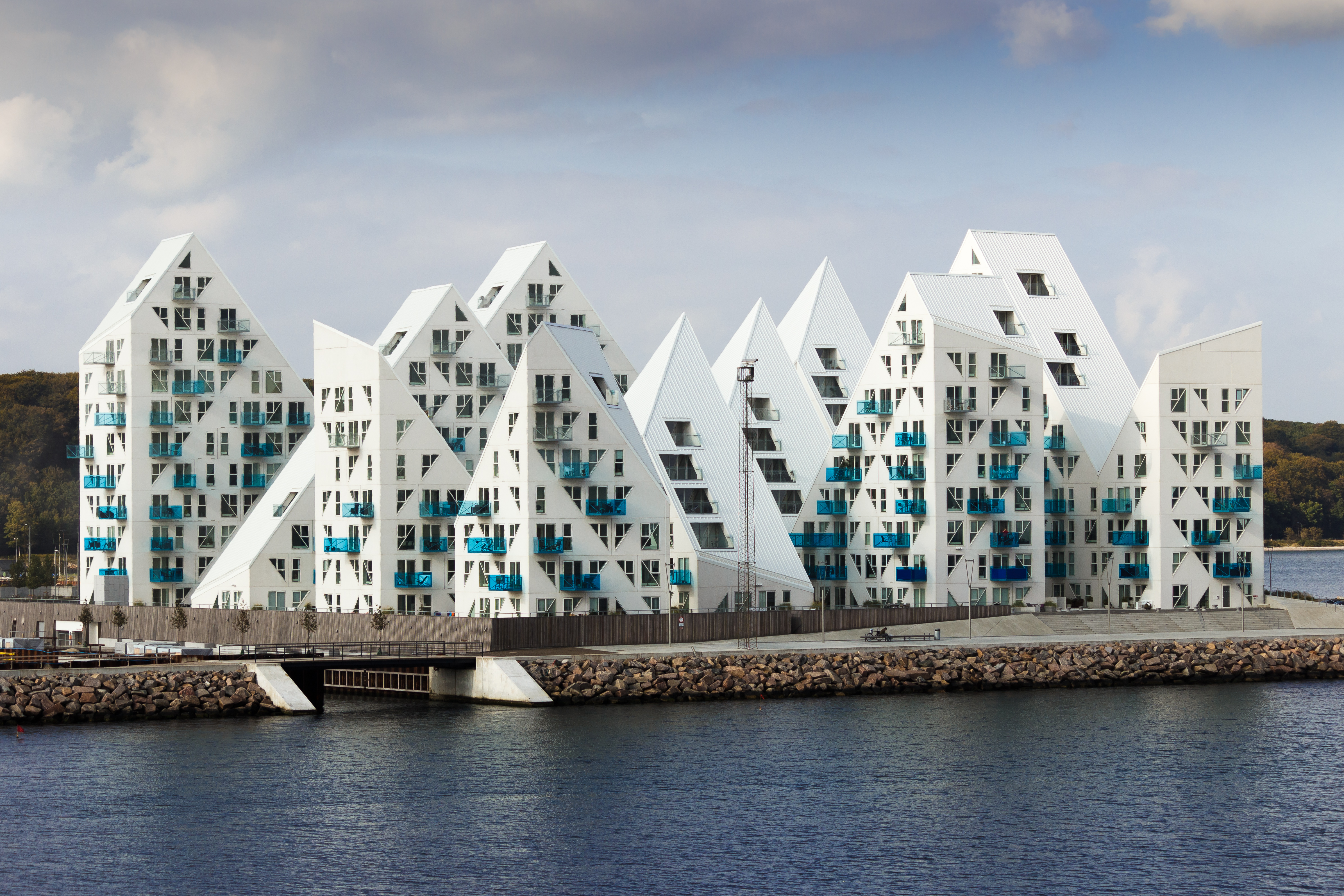
Исбьерге, как видно из высокоскоростного парома Орхус-Шелландс Одде на выходе из гавани в Орхусе, Дания.
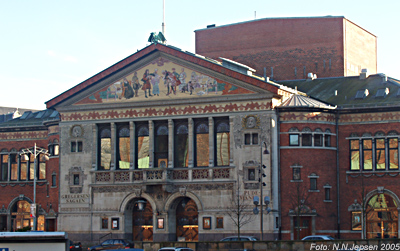
Театр Орхуса спроектирован датским архитектором Хэком Кампманном.
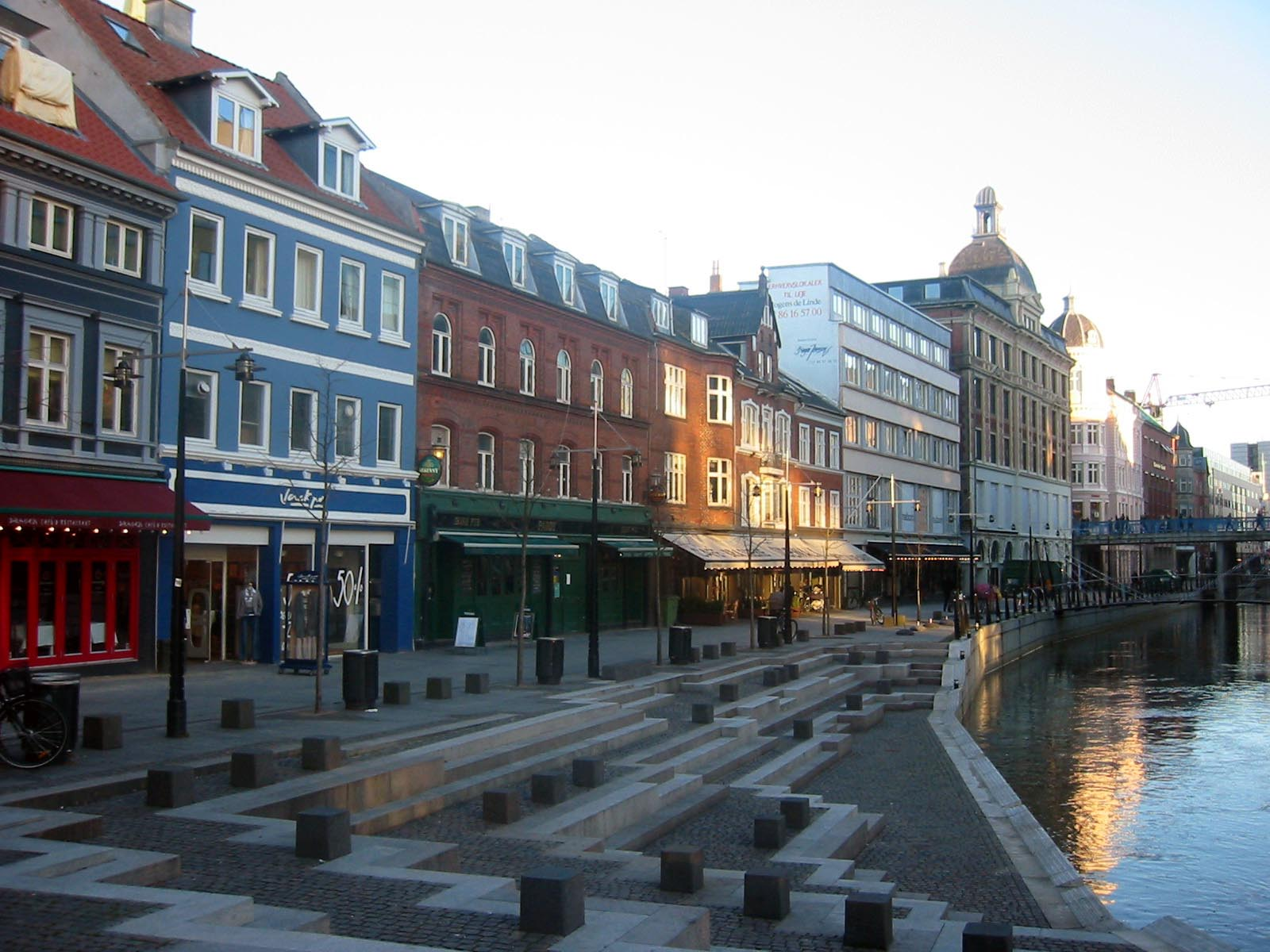
Орхус DK гастроном на канале Aufgenommen из шпица Albisser в феврале
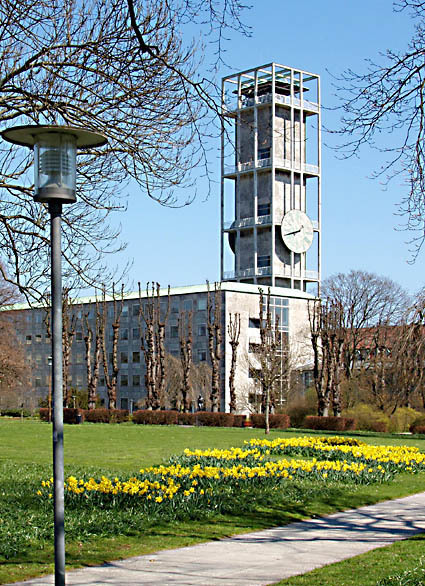
Ратуша Орхуса, Дания

## Спорт
- Ориентирование — в 2006 году в Орхусе проходил летний чемпионат мира по ориентированию.
- Футбол — ФК Орхус, основан в 1880 году, выступает в датской Суперлиге.

## Города-побратимы
Ниже представлен список городов-побратимов Орхуса:
- Берген, Норвегия
- Гётеборг, Швеция
- Какорток, Дания
- Санкт-Петербург, Россия (1989)
- Турку, Финляндия
- Харбин, Китай

### Города-партнёры
В их число входят:
- Росток, Германия
- Нови-Сад, Сербия